# Dżabir as-Sabah
Dżabir III al-Ahmad al-Dżabir as-Sabah, arab. ‏جابر الأحمد الجابرالصباح‎ (ur. 29 czerwca 1926 w Kuwejcie, zm. 15 stycznia 2006 tamże) – emir Kuwejtu od 31 grudnia 1977 do 15 stycznia 2006.

## Zarys biografii
Dżabir as-Sabah był trzecim synem szejka Ahmada as-Sabaha (emira w latach 1921–1950) z panującej w Kuwejcie dynastii as-Sabah. Od 1949 gubernator regionu Ahmadi, a w latach 1962–1965 minister finansów, następnie premier rządu. Od 1966 następca tronu, objął go po śmierci kuzyna, Salima as-Sabaha, w 1977. Prowadził politykę ostrożnych reform przerwanych przez inwazje sił irackich i okupację iracką (najpierw w miejsce rządu królewskiego utworzono rząd republikański Kuwejtu, następnie jednak kraj został włączony w skład Iraku). między 2 sierpnia 1990 a 14 marca 1991, kiedy przebywał na wygnaniu w Arabii Saudyjskiej i Bahrajnie podczas I wojny w Zatoce Perskiej. Emir i rodzina królewska przez proirackich wojskowych oskarżony został wówczas o działania antyludowe, antydemokratyczne, proimperialistyczne i syjonistyczne. Jego rząd oskarżony został również o defraudację środków państwowych w celu osobistego wzbogacenia się rodziny.
Zmarł 15 stycznia 2006, prawdopodobnie w wyniku powikłań po wylewie krwi do mózgu, którego doznał w 2001. W związku z jego śmiercią w Kuwejcie zarządzono czterdziestodniową żałobę narodową i zamknięto instytucje publiczne na trzy dni. Żałobę ogłoszono również w Bahrajnie, Jordanii, Jemenie, Egipcie, Iraku, Algierii, Omanie, Syrii, Pakistanie, na Mauritiusie, w Palestynie i Indiach. Następcą tronu został jego kuzyn, szejk Sad I al-Abd Allah as-Salim as-Sabah.

## Odznaczenia
- Łańcuch Krzyża Wielkiego Orderu Białej Róży Finlandii (Finlandia, 1996)[12]
- Łańcuch Orderu Gwiazdy Rumunii (Rumunia, 1999)[13]
- Order „Przyjaźń” I klasy (Kazachstan, 2001)[14]
- Order Mohammeda (Maroko, 2002)[15]